# Upplands runinskrifter 894
Upplands runinskrifter 894 är en vikingatida runsten av rödgrå grovkornig granit i Söderby, Uppsala-Näs socken och Uppsala kommun. Stenens ursprungliga plats är inte känd.
Runstenen är 2,2 meter hög, 1,05 meter bred och 0,2-0,4 meter tjock. Runhöjden är 7-10 centimeter.  Ristningen är mestadels djup och tydlig.

## Historia
Runstenen hittades, troligen i början av 1900-talet, i en åker med runorna nedåt. Då den var i vägen för åkerbruket, och eftersom man inte insåg att det var en runsten, sprängdes den i fem delar. Delarna lades som material i en dikestrumma, men togs upp därifrån 1927. Delarna fogades ihop med hjälp av cement och järnkrampor och stenen restes.

## Inskriften
Translitterering av runraden:
abiarn ' uk ' u(l)biarn ' uk ' sak(s)(i) (l)i-u ' kera ' merki ' iftiʀ ' anunt ' --þur sin
Normalisering till runsvenska:
Abiorn ok Holmbiorn(?) ok Saxi le[t]u gæra mærki æftiʀ Anund, [fa]ður sinn.
Översättning till nusvenska:
Åbjörn och Holmbjörn (?) och Saxe läto göra minnesmärket efter Anund, sin fader.
Tre söner har låtit resa stenen till minne av sin far. Det andra namnet på stenen är inte med säkerhet korrekt uttytt.